# دهستان مرغا
دهستان مرغا نام دهستانی در بخش مرکزی شهرستان ایذه، استان خوزستان در ایران است. بر اساس سرشماری مرکز آمار ایران در سال ۱۳۹۵، جمعیت آن بالای ۸۰۰۰ نفر بوده‌است.

## طوایف
مردم این دهستان از طوایف گندلی ، بهداروند ، بابادی ، زراسوند و طوایف باب دینارانی هستند. و به زبان لری گویش بختیاری صحبت میکنند. 